# Live and Let Die (nummer)
Live and Let Die is de titelsong van de in 1973 uitgebrachte James Bond-speelfilm Live and Let Die. Het nummer werd geschreven door ex-Beatle Paul McCartney en zijn vrouw Linda McCartney en werd uitgevoerd door Paul McCartney and Wings op de soundtrack bij de film. Het nummer werd geproduceerd door George Martin, waardoor McCartney voor het eerst sinds de opnamen van het Beatles-album Abbey Road weer samenwerkte met de producer van The Beatles.

## Ontstaan
Nadat George Martin was gevraagd om de partituur voor de nieuwe James Bond-film te componeren, bood Paul McCartney aan om de titelsong te schrijven. Daarna nam McCartney met zijn band Wings een demo van Live and Let Die op. Filmproducent Harry Saltzman wilde echter dat een zwarte, zangeres de titelsong zou uitvoeren. Omdat McCartney het gebruik van het nummer alleen wilde toestaan wanneer het nummer in de uitvoering van Wings te horen zou zijn tijdens het begin van de film, stemde Saltzman ermee in om Wings het nummer uit te laten voeren voor de film.
Live and Let Die werd door Wings opgenomen tijdens de sessies voor het album Red Rose Speedway. Na het uitkomen van de single ontstond er verwarring over de naam van de uitvoerende van het nummer. De single vermeldt Wings als de uitvoerende, terwijl de soundtrack Paul McCartney and Wings vermeldt. De single was een wereldwijd succes en bereikte in diverse landen de top 10 van de hitlijsten. In de Verenigde Staten behaalde het nummer de twee plaats en in Groot-Brittannië de zevende. Het nummer werd in 1973 ook genomineerd voor een Oscar voor Beste Originele Nummer.
Het nummer is verschillende malen gecoverd. De bekendste uitvoering is wellicht die van Guns N' Roses uit 1991. Deze cover haalde in verschillende landen de hitlijsten, waaronder ook de Nederlandse Top 40 en de Nationale Hitparade en is mogelijk nog populairder dan de uitvoering van McCartney zelf.

## NPO Radio 2 Top 2000
Vanaf 1999 staat Live and Let Die in de versie van Wings genoteerd in de Radio 2 Top 2000. In dat jaar behaalde het nummer ook zijn hoogste positie tot nu toe, 671. In 2018 verscheen de versie van Guns N' Roses voor het eerst in de lijst.

| Nummers met noteringen in de NPO Radio 2 Top 2000 | '99 | '00  | '01  | '02  | '03 | '04  | '05  | '06  | '07  | '08  | '09  | '10  | '11  | '12  | '13  | '14  | '15 | '16  | '17  | '18  | '19  | '20  | '21  | '22  | '23  | '24  |
| ------------------------------------------------- | --- | ---- | ---- | ---- | --- | ---- | ---- | ---- | ---- | ---- | ---- | ---- | ---- | ---- | ---- | ---- | --- | ---- | ---- | ---- | ---- | ---- | ---- | ---- | ---- | ---- |
| Live and Let Die (Paul McCartney & Wings)         | 671 | 1506 | 1044 | 1264 | 946 | 1041 | 1530 | 1398 | 1617 | 1333 | 1084 | 1205 | 1234 | 1336 | 1532 | 1768 | 679 | 1191 | 1333 | 1218 | 1423 | 1766 | 1691 | 1841 | 1910 | 1966 |
| Live and Let Die (Guns N' Roses)                  | -   | -    | -    | -    | -   | -    | -    | -    | -    | -    | -    | -    | -    | -    | -    | -    | -   | -    | -    | 1110 | 1397 | 1495 | 1507 | 1323 | 1500 | 1492 |

1. ↑  Een '-' betekent dat het nummer niet was genoteerd en een vetgedrukt getal geeft de hoogste notering van een nummer aan.